# ウォルサム・アビーFC
ウォルサム・アビー・フットボールクラブ（Waltham Abbey Football Club）は、イングランド、エセックス州エッピング・フォレストのウォルサム・アビーを本拠地とするサッカークラブチームである。2008-2009シーズンはイスミアンリーグ・ディヴィジョン1・ノース（8部相当）に所属。

## タイトル

### 国内タイトル
- なし

### 国際タイトル
- なし